# Lachemilla purpusii
Lachemilla purpusii är en rosväxtart som beskrevs av Carl Lebrecht Udo Dammer. Lachemilla purpusii ingår i släktet Lachemilla och familjen rosväxter. Inga underarter finns listade i Catalogue of Life.